# ماكسيم ديكر
ماكسيم ديكر (بالهولندية: Maxim Dekker)‏ هو لاعب كرة قدم هولندي، ولد في 21 أبريل 2004.